# Nome (Noruega)
Nome é uma comuna da Noruega, com 434 km² de área e 6 606 habitantes (censo de 2004).         